# Hestinalis nama
Hestinalis nama är en fjärilsart som beskrevs av Doubleday 1844. Hestinalis nama ingår i släktet Hestinalis och familjen praktfjärilar. Inga underarter finns listade i Catalogue of Life.